# Strobilanthes longipedunculata
Strobilanthes longipedunculata är en akantusväxtart som beskrevs av Terao och John Richard Ironside Wood. Strobilanthes longipedunculata ingår i släktet Strobilanthes och familjen akantusväxter. Inga underarter finns listade i Catalogue of Life.